# IS-2
De IS-2 (Russisch: ИС-2, Jozef Stalin-2) is een zware tank uit de Tweede Wereldoorlog.
De tank werd gebouwd in de Sovjet-Unie en had een sterke bepantsering en zwaar geschut, waarmee hij bijna elke tank in zijn tijd aankon.
Er werden 3475 stuks van de IS-2 gebouwd. De IS-2 werd in de jaren 50 gemoderniseerd en droeg daarna de naam IS-2M.

## Verwante typen
- IS-1, de voorganger van de IS-2
- IS-3, de opvolger van de IS-2
- IS-serie, een verzamelnaam voor de hele serie